# Habrobracon lissothorax
Habrobracon lissothorax är en stekelart som beskrevs av Vladimir Ivanovich Tobias 1967. Habrobracon lissothorax ingår i släktet Habrobracon och familjen bracksteklar. Inga underarter finns listade i Catalogue of Life.